# Blue (The Jesus Lizard)
Blue è il sesto album discografico del gruppo noise rock statunitense The Jesus Lizard, pubblicato nel 1998 dalla Capitol Records.

## Il disco
Prodotto da Andy Gill, il disco si discosta parecchio dalle abituali sonorità dei Jesus Lizard, esplorando alcuni degli aspetti più sperimentali presenti in vecchi brani come Happy Bunny Goes Fluff-Fluff Along su Pure, l'EP di debutto della band. Si tratta dell'unico album dei Jesus Lizard pubblicato con in formazione il batterista Jim Kimball, che aveva rimpiazzato l'uscente Mac McNeilly.
Dal 2009, l'album è stato messo fuori catalogo.

## Tracce
1. I Can Learn – 3:10
2. Horse Doctor Man – 3:58
3. Eucalyptus – 5:59
4. A Tale of Two Women – 3:28
5. Cold Water – 2:45
6. And Then the Rain – 3:13
7. Postcoital Glow – 3:31
8. Until It Stopped to Die – 3:56
9. Soft Damage – 4:05
10. Happy Snakes – 3:00
11. Needles for Teeth (Version) – 3:40
12. Terremoto – 1:20

## Formazione
- David Yow – voce
- Duane Denison – chitarra
- David Wm. Sims – basso
- Jim Kimball – batteria